# Lahstedt
Lahstedt è stato un comune della Bassa Sassonia, in Germania.
Nel 2015 è stato incorporato nel comune di Ilsede